# Ordnung eines Gruppenelementes
Im mathematischen Teilgebiet der Gruppentheorie versteht man unter der Ordnung eines Gruppenelementes oder Elementordnung eines Elements {\displaystyle g} einer Gruppe {\displaystyle (G,\cdot )} die kleinste natürliche Zahl {\displaystyle n>0}, für die {\displaystyle g^{n}=e} gilt, wobei {\displaystyle e} das neutrale Element der Gruppe ist. Gibt es keine derartige Zahl, so sagt man, {\displaystyle g} habe unendliche Ordnung. In Formeln:
{\displaystyle \operatorname {Ord} (g)=\inf\{n\in \mathbb {N} ^{+}:g^{n}=e\}}
mit der Konvention {\displaystyle \inf(\emptyset )=+\infty }.
Elemente endlicher Ordnung werden auch Torsionselemente genannt. Die Ordnung wird manchmal mit {\displaystyle \operatorname {ord} (g)} oder {\displaystyle \operatorname {o} (g)} bezeichnet.
Die Potenz {\displaystyle g^{n}} eines Gruppenelementes {\displaystyle g} ist dabei für natürliche Exponenten {\displaystyle n\geq 0} induktiv definiert:
- {\displaystyle g^{0}:=e}
- {\displaystyle g^{k+1}:=g^{k}\cdot g} für alle natürlichen {\displaystyle k\geq 0}

Die Zahl {\displaystyle \exp(G):=\operatorname {kgV} \left\{\operatorname {ord} (g)\,|\,g\in G\right\}} wird, wenn sie endlich ist, Gruppenexponent genannt.

## Eigenschaften
- Nach dem Satz von Lagrange haben alle Elemente einer endlichen Gruppe eine endliche Ordnung, und diese ist ein Teiler der Gruppenordnung, d. h. der Anzahl der Elemente der Gruppe.
- Umgekehrt existiert in einer endlichen Gruppe nach dem Satz von Cauchy zu jedem Primteiler {\displaystyle p} der Gruppenordnung ein Element, das die Ordnung {\displaystyle p} hat. Für zusammengesetzte Teiler ist keine allgemeine Aussage möglich (während zum trivialen Teiler 1 das neutrale Element {\displaystyle e=e^{1}} gehört).
- Die Ordnung eines Elementes ist gleich der Ordnung der Untergruppe, die von diesem Element erzeugt wird.
- Es gilt {\displaystyle g^{d}=e} genau dann, wenn {\displaystyle d} ein Vielfaches der Ordnung {\displaystyle \operatorname {ord} (g)} des Elements {\displaystyle g} ist.
- Für jedes {\displaystyle g\in G}, welches nicht das neutrale Element {\displaystyle e} ist, gilt: {\displaystyle g} hat genau dann Ordnung 2, wenn es sein eigenes Inverses ist.
- In abelschen Gruppen ist die Ordnung des Produktes {\displaystyle g\cdot h} ein Teiler des kleinsten gemeinsamen Vielfachen der Ordnungen von {\displaystyle g} und {\displaystyle h}. In nichtabelschen Gruppen ist keine derartige Aussage möglich; beispielsweise hat das Element {\displaystyle \left[\!{\begin{smallmatrix}1&1\\0&1\end{smallmatrix}}\!\right]} der Gruppe SL2(Z) unendliche Ordnung, obwohl es das Produkt der Elemente {\displaystyle \left[\!{\begin{smallmatrix}0&1\\-1&0\end{smallmatrix}}\!\right]} mit der Ordnung 4 und {\displaystyle \left[\!{\begin{smallmatrix}0&-1\\1&1\end{smallmatrix}}\!\right]} mit der Ordnung 6 ist.